# Casa Milà de Ferran
La Casa Milà de Ferran és una obra de Vilafranca del Penedès (Alt Penedès) protegida com a Bé Cultural d'Interès Local.

## Descripció
Es tracta d'un edifici entre mitgeres destinat a ús unifamiliar i usos comercials, amb pati posterior cobert.
L'immoble és de planta rectangular i consta de dues crugies laterals perpendiculars a façana i compost de planta soterrani en una de les crugies, planta baixa i dues plantes pis. La coberta és a una vessant a la façana principal i terrat posterior del que sobresurt la caixa d'escala. L'escala central és d'un tram fins a la planta primera i de dos trams fins a la resta de les plantes. A la part posterior hi ha cossos destinats a magatzem i dependències de servei, amb petit pati posterior.
Les parets de càrrega són de paredat comú, pedra i totxo. A la planta baixa hi ha una galeria d'arcs apuntats. Els forjats són de biga fusta i revoltó de rajola, i de biga de formigó i revoltó ceràmic. Els elements estructurals com jàsseres i pilars són metàl·lics. La coberta de teula àrab sobre estructura de bigues i llates de fusta. Les voltes d'escala i terrat són a la catalana.
La façana és de pedra i es compon sobre quatre eixos verticals amb portals d'arc rebaixat a la planta baixa, quatre balcons d'una obertura amb llinda i motllures senzilles a la planta principal i quatre finestres amb llinda amb ampit lleugerament sortit a la planta superior. El coronament és una cornisa sense ornamentació